# Stulln

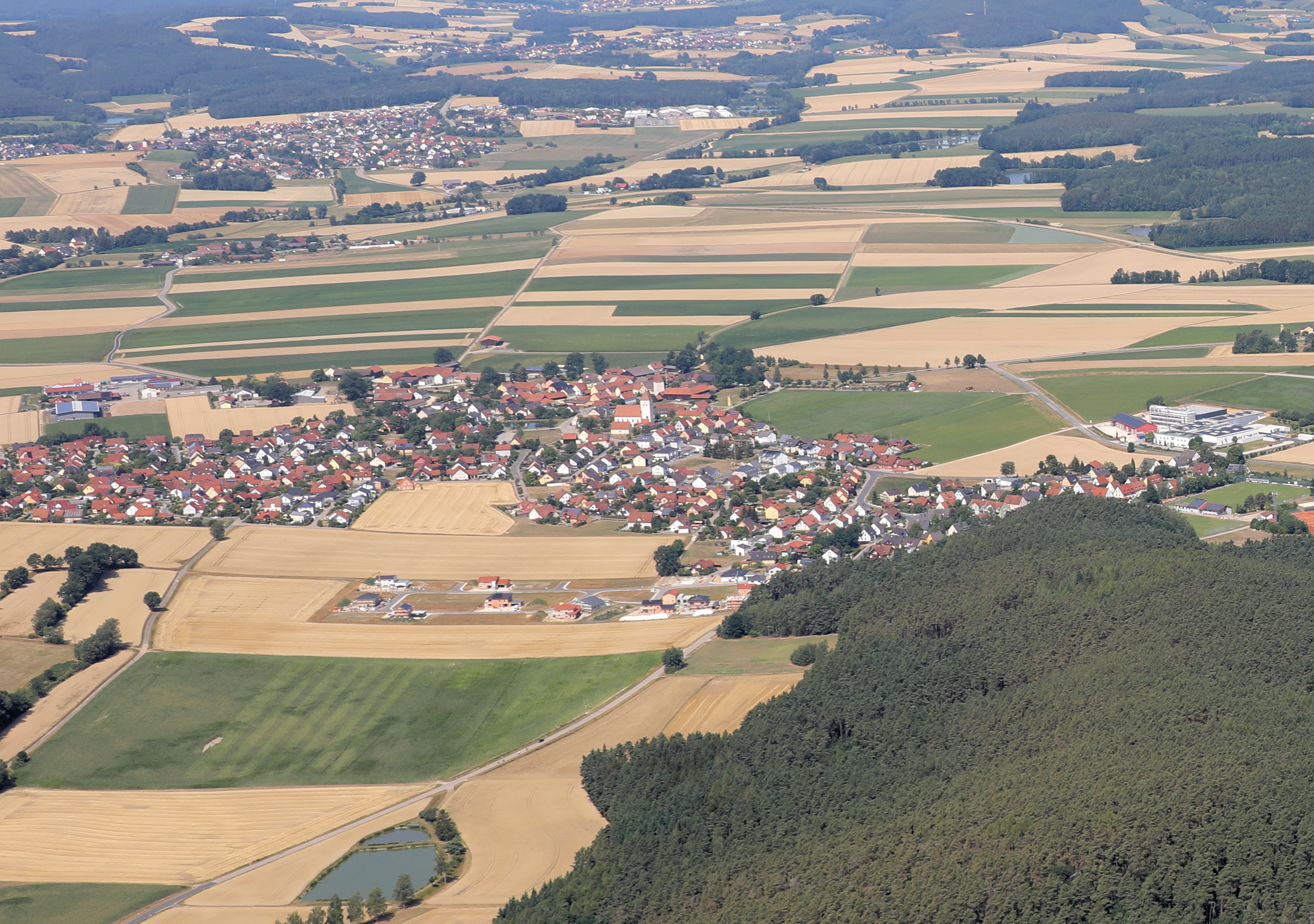
Stulln (2022)

Stulln ist eine Gemeinde im Oberpfälzer Landkreis Schwandorf. Die Gemeinde ist Mitglied der Verwaltungsgemeinschaft Schwarzenfeld.

## Geographie
- Westlicher Landkreis Schwandorf
- Naturpark Oberpfälzer Wald

### Nachbargemeinden
Die Nachbargemeinden (im Uhrzeigersinn) sind: Nabburg, Schwarzach bei Nabburg, Schwarzenfeld und Schmidgaden.
| Schmidgaden 3 km | Nabburg 5 km                                | Nabburg 5 km                |
| Schmidgaden 3 km | Kompassrose, die auf Nachbargemeinden zeigt | Schwarzach bei Nabburg 6 km |
| Schmidgaden 3 km | Schwarzenfeld 3 km                          | Schwarzach bei Nabburg 6 km |

## Gemeindegliederung
Die Gemeinde hat acht Gemeindeteile (in Klammern ist der Siedlungstyp angegeben):
- Brensdorf (Dorf)
- Freiung (Einöde)
- Geiselhof (Einöde)
- Grafenricht (Dorf)
- Säulnhof (Dorf)
- Schanderlhof (Einöde)
- Stulln (Pfarrdorf)
- Vierbruckmühle (Einöde)

## Geschichte

### Die Anfänge
Über Stulln und seine Umgebung liegen nur sehr spärliche heimatkundliche Urkunden vor. Die Archivalien der Pfarrei Schwarzenfeld, aus denen wohl vieles ersichtlich geworden wäre, sind während der Reformation zu Grunde gegangen. Archäologische Quellen belegen, dass der mittlere Naabraum bereits früh in Siedlungsabläufe eingebunden war. Erste schriftliche Nachrichten zur Ortsgeschichte von Stulln und dessen Nachbarschaft stammen jedoch erst aus der Zeit um 1000 n. Chr.
Die Kaiser des Heiligen Römischen Reiches stärkten ihre königliche Macht dadurch, dass sie sich sehr um die Organisation der Kirche kümmerten, Bischöfe und Äbte ernannten, sie mit umfangreichem Territorialbesitz und Hoheitsrechten ausstatteten und sie so zu ihren Vasallen machten. Kaiser Heinrich II. (973–1024), ehedem Bayernherzog und zu Bad Abbach bei Regensburg geboren, gründete 1007 das Bistum Bamberg und auch das dortige Kloster Sankt Theodor. Es sollte für den ersten geschichtlichen Eintritt unseres Dorfes eine wichtige Rolle spielen.

### Mittelalter
Am 17. April 1015 unterzeichnete Heinrich II. in Merseburg, dem Ort, in dem er zum König gekrönt wurde und vielleicht deshalb beliebter Residenzort, eine Schenkungsurkunde, in der er oben genanntem Kloster „Suarzinvelt und Weilindorf“ (Schwarzenfeld und Wölsendorf) vermachte. Damit dürfte auch Stulln Bamberger Besitz geworden sein, denn im Jahre 1174 übergab Bischof Hermanus II. von Bamberg seine Güter „in Volsendorf et Stulen“ in die Obhut seines Onkels „Hertnido de Ratendorf“. Damit ist Stulln das erste Mal urkundlich erwähnt.
Den Schutz der Grundherrn für Land und Eigentum, und die damit verbundene Befreiung vom Kriegsdienst, mussten sich die Bauern des Mittelalters teuer erkaufen: Sie gaben ihre Unabhängigkeit auf und waren fortan verpflichtet, von den Erträgen der ihnen zur Bearbeitung überlassenen Bauernhöfe Abgaben zu zahlen und Frondienste zu leisten. In den Urkunden des Klosters Sankt Theodor sind noch 1402 „Hintersassen“ (Hörige) in Stulln dokumentiert.
Zur jährlichen Einsammlung des Geldes wurde der „Seidene Beutel“ nach Stulln und Tännesberg gesandt. Stulln muss recht ertragreich gewesen sein, denn als Konrad der Paulsdorfer, der sich auch „von Murach“ nannte, im Jahre 1394 seinen Anteil am Unteren Haus zu Tännesberg an den Pfalzgrafen Ruprecht III. von der Pfalz verkaufte, behielt er sich neben einigen Vogteigütern auch den „Seidenen Beutel“ von Stulln vor. Besagter Pfalzgraf wurde 1352 in Amberg geboren und am 21. August 1400 zum römisch-deutschen König Ruprecht gewählt.
„Um diese Zeit wurden auch die Klöster Michelfeld, 1119, Kloster Ensdorf, 1121, Speinshart, 1145, Walderbach, 1133, Reichenbach, 1118, und Waldsassen, 1133, gestiftet und reichlich mit Gütern, ja sogar mit ganzen Herrschaften, bereichert, wie überhaupt die Stiftung von Klöstern durch Reichbegüterte im 11. und 12. Jahrhundert zur völligen Manie wurde, und jeder Stifter sich so zu sagen in dem Glauben wiegte, der Himmel halte für ihn deswegen schon eine offene Türe“ (Christof Stahl, „Trischinger Ortschronik“, 1907). So tauchen auch die Namen der anderen Gemeindeteile Stullns in solchen Schenkungs-, später in Verkaufsurkunden oder Salbüchern auf: Hartwig von Brensdorf (Hertwicus de Bremesdorf) in Reichenbacher Urkunden, Säulnhof in Aufzeichnungen des Hofspitals zu Regensburg (1210) bzw. des Klosters Ensdorf (1215). Im Jahre 1367 erhielt der Grafenreuther Chunrad der Slatar von Heinrich Wagner zu Trisching Erbrecht auf fünf Jahre, erstes geschichtliches Zeugnis von Grafenricht.

### Dreißigjähriger Krieg
Die exponierte Lage Stullns an der Hauptstraße von Regensburg nach Norden mag wohl ausschlaggebend gewesen sein, dass hier bereits gegen Ende des 16. Jahrhunderts eine Tafernwirtschaft für die Fuhrleute nachgewiesen ist. In Kriegszeiten wirkte sich diese Verkehrsader allerdings immer wieder nachteilig für die Menschen hier aus. Wenn Truppen oder versprengte Soldatenhorden plündernd durch den Ort zogen, hatten sie oft mehr zu leiden als durch Kampfhandlungen. Am 22. Januar 1634, es war die Zeit des Dreißigjährigen Krieges, erlebten die Stullner den Durchzug des schwedischen Oberst Toubalt mit seinen Soldaten. Kurz vor Ende dieses Krieges 1648 hatte Stulln wieder durch schwedische Truppen unter General Königsmark Drangsale auszustehen. 1664 machte mancherlei Kriegsvolk den Ort unsicher, das aus dem Türkenkrieg heimkehrte. Im Österreichischen Erbfolgekrieg 1740–48 lagerte General Bathyani mit 40.000 Mann in der hiesigen Gegend. 1796 standen sich die Franzosen unter Jourdan und die Österreicher unter Erzherzog Karl bei Amberg gegenüber. Stulln drohte die Niederbrennung. Am 23. August meldet die Chronik ein Reiterscharmützel bei Stulln.

### Ortsansässige Bauerngeschlechter
An alten Bauerngeschlechtern sind uns beurkundet: 1455 Ullrich Pellmeier, 1460 Hermann zu Stulln, 1503 Kunz Hermann, 1460 Ludwig von Stulln. Nach dem Salbuch des Amtes Nabburg, ein Abgabe- und Steuerbuch, das der Pfleger Friedrich Steinlinger 1513 anlegte, hatte Andreas Gollner von Stulln „von der praytwiese bei den langen Stegen“ einen Wiesenzins von 15 Pfennigen zu zahlen. Stulln hatte auch einen „Zinskeß“ (Käsezins) zu entrichten, und zwar sechs Käse von einem Hof und je drei Käse von einem „Söldengütlein“, ferner den „Airzins“ (Eierzins), und zwar je zwei Schilling von einem Hof und 1 Zentner Eier von einem „Söldengütlein“ (etwa 1000 Stück).
Über Jahrhunderte hin dürfte sich das strukturelle Bild Stullns kaum verändert haben. Die landwirtschaftlichen Erträge waren gering. Deshalb war in früheren Zeiten noch mehr Land „unter dem Pflug“ als gegenwärtig. Die erkennbaren Terrassen auf einem Teil der bewaldeten Südhänge des Stullner Berges geben noch heute beredtes Zeugnis ab. Für Handel und Gewerbe in größerem Umfang fehlten die Voraussetzungen. Stulln liegt seit der Zeit seines Bestehens in einer Grenzregion mit all den Nachteilen für eine wirtschaftliche Entwicklung.
Sein historischer Werdegang wurde auch durch die Nähe zu den beiden Nachbarorten Nabburg und Schwarzenfeld beeinflusst. In beiden Orten waren kulturelle Betreuung, Verwaltung, Handel, Gewerbe und Verkehr konzentriert. Nach der Marktordnung der ehemaligen Kreisstadt Nabburg, welche am 7. Januar 1460 der Nabburger Viztum Gerhard Wildgraf zu Dun, zu Kirberg, Reingraf zum Stein erließ, hatte auch Stulln seine Erzeugnisse auf dem Nabburger Wochenmarkt abzuliefern. Auch die Zugehörigkeit zum bayerischen Verwaltungs- und Gerichtsbezirk Nabburg bestimmte die geschichtliche Entwicklung. Kirchlich stand Stulln jahrhundertelang in Abhängigkeit von Schwarzenfeld.

### Nach 1800
Im Jahre 1840 wohnten in Stulln 406 Menschen, und diese Einwohnerzahl wird sich über den Zeitraum des vorausgegangenen halben Jahrtausends kaum verändert haben. Sie änderte sich auch nicht gravierend bis in die 1940er Jahre. Vor dem Zweiten Weltkrieg war Stulln ein kleines Dorf mit 24 Hausnummern. Im Zweiten Weltkrieg wurde eine Flusssäureproduktion aufgebaut. Hierzu wurden von Februar bis Mitte Oktober 1942 99 KZ-Häftlinge und Kriegsgefangene in einem Außenlager des KZ Flossenbürg in Stulln zusammengelegt.  Die Flusssäure diente zur Herstellung von Aluminiumfluorid, einem wichtigen Rohstoff für die Aluminiumproduktion. Nach dem Krieg wurde der Betrieb von den Vereinigten Aluminium Werken VAW weiter betrieben und besteht unter anderem Namen bis heute (2011). Nach dem Zweiten Weltkrieg fanden die Menschen Arbeit in den Flussspatgruben, im Stullner Werk und in der Chamotte und Tonwarenfabrik. Die beiden während des Dritten Reiches gebauten Barackenlager waren mit mehr als hundert Flüchtlingsfamilien belegt. Die enorme Bevölkerungsentwicklung auf 1250 Menschen leitete eine beispiellose infrastrukturelle Entwicklung ein.

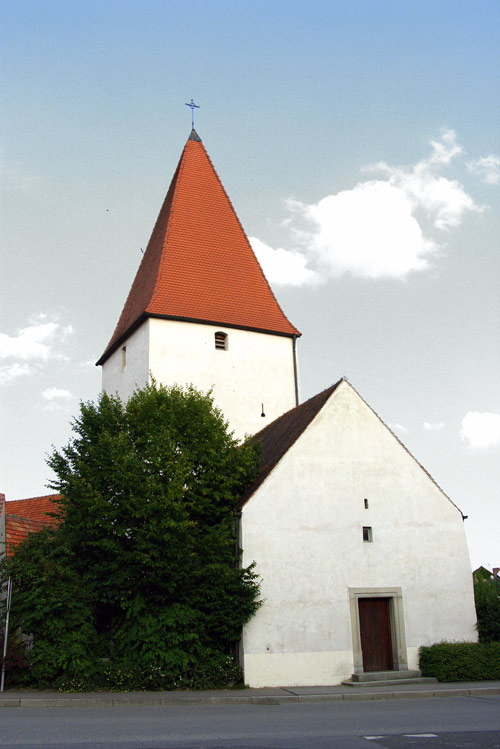
St. Stephanus (2007)
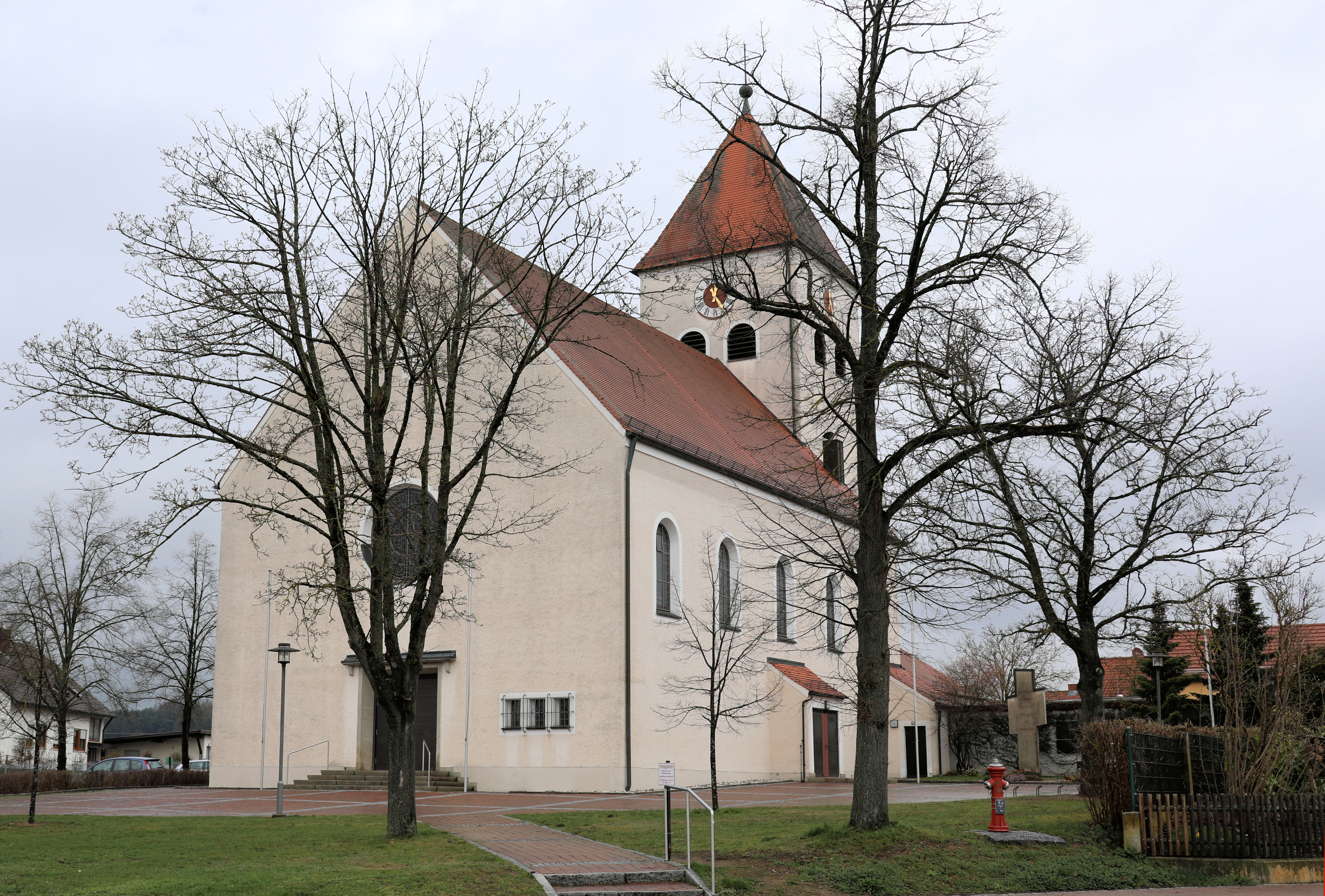
St. Barbara (2023)
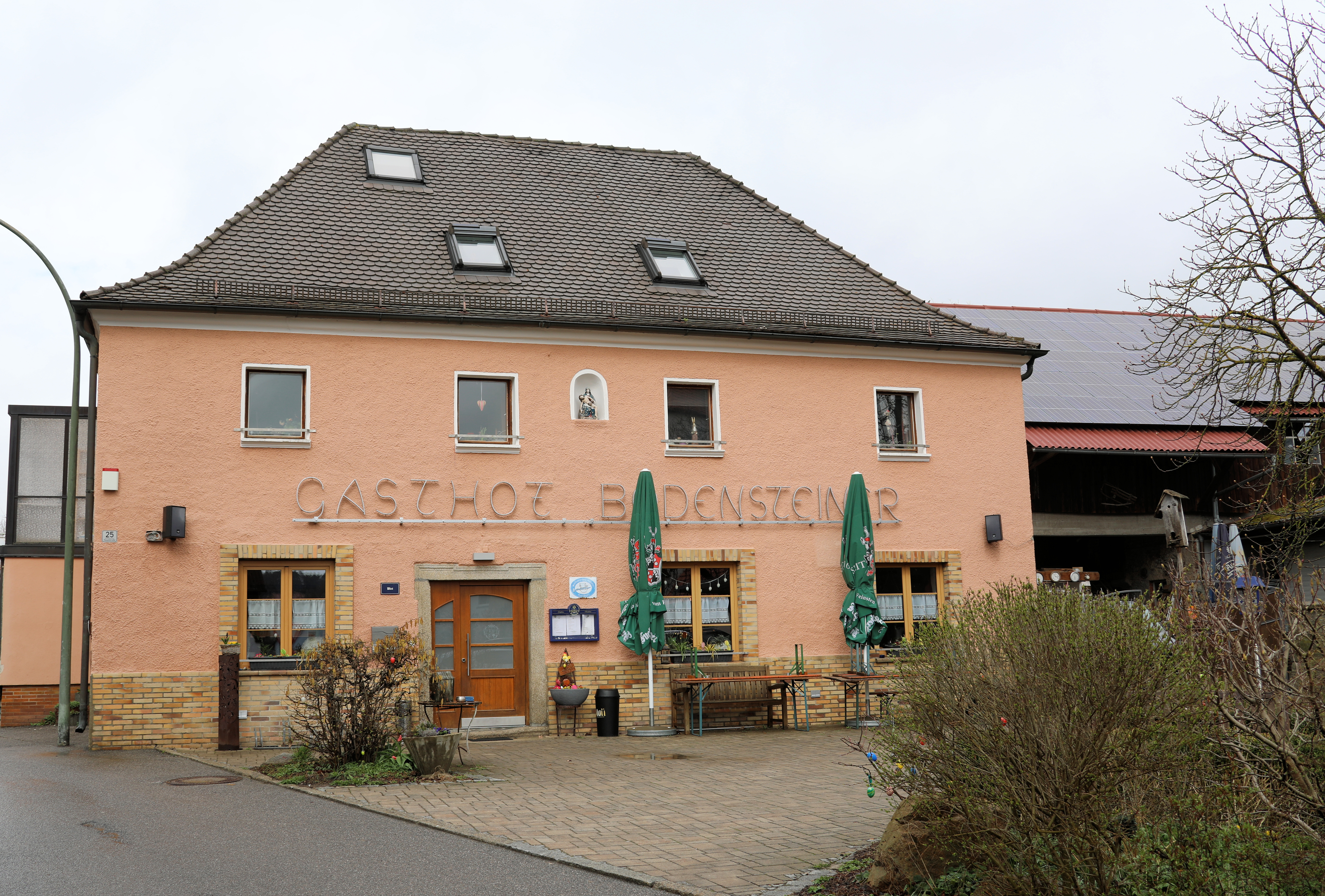
Gasthof (2023)
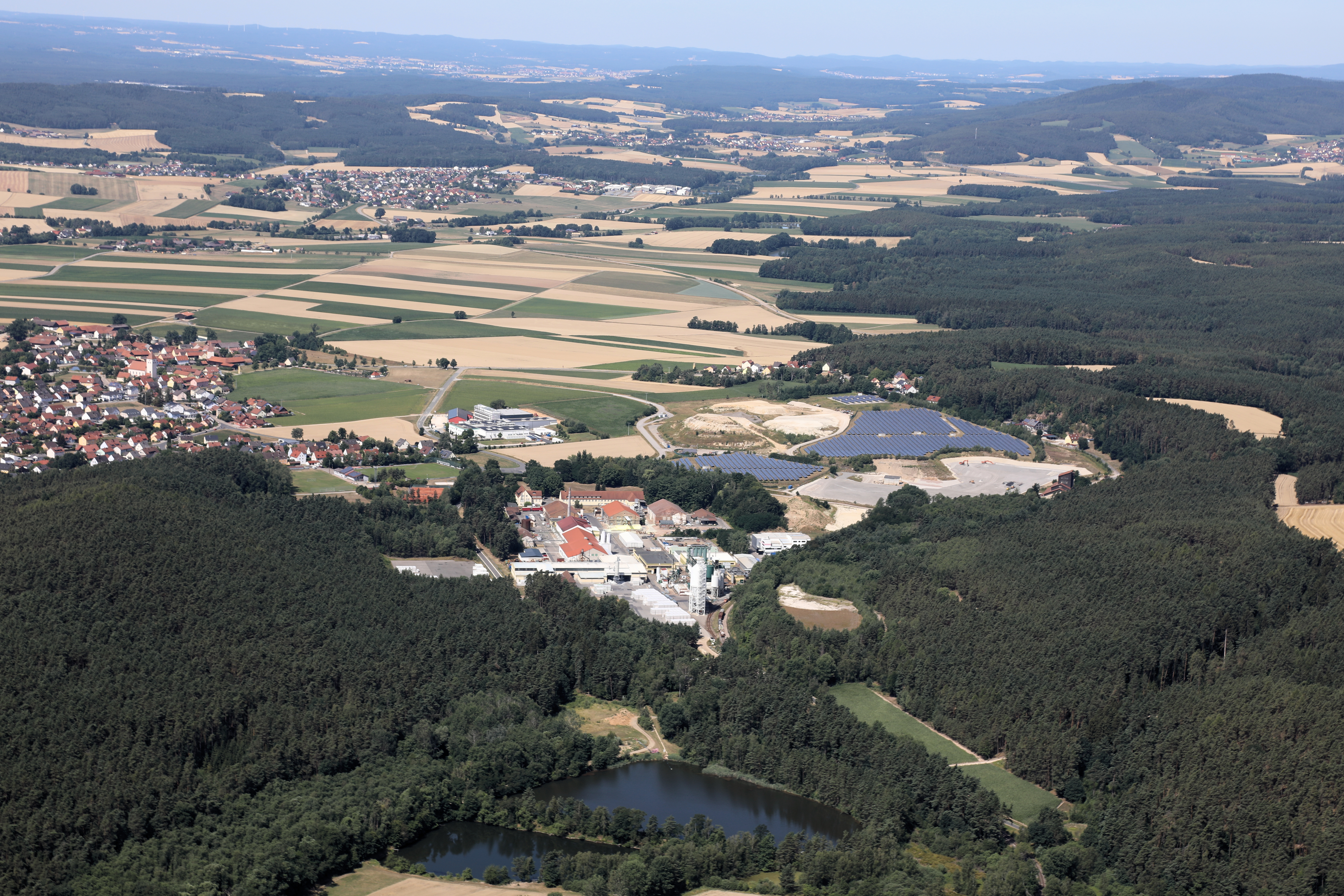
Industriegebiet Stulln (2022)
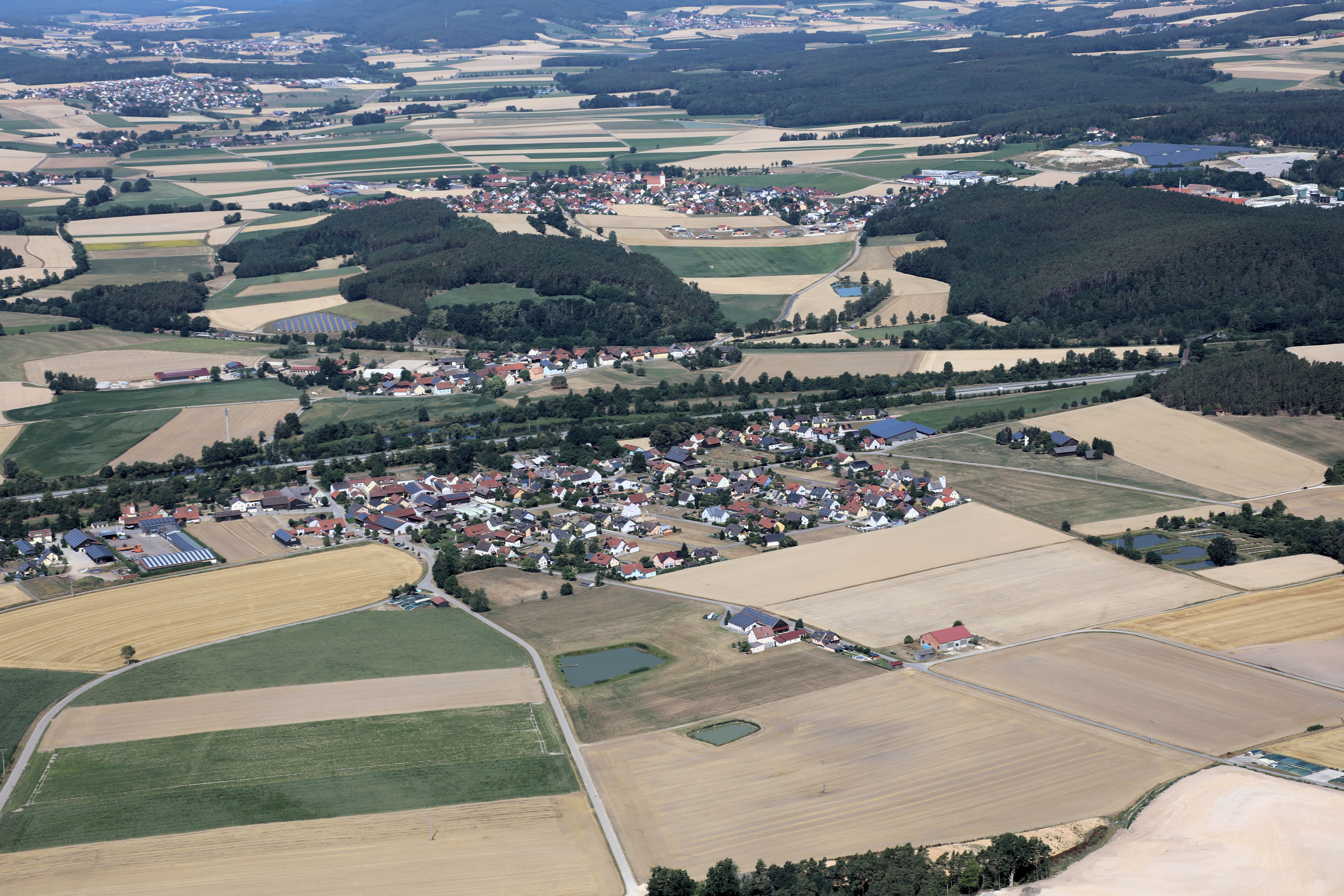
Wölsendorf, Brensdorf, Stulln (2022)

### Einwohnerentwicklung
Zwischen 1988 und 2018 wuchs die Gemeinde von 1306 auf 1634 um 328 Einwohner bzw. um 25,1 %.
| Jahr      | 1970 | 1987 | 1991 | 1995 | 2000 | 2005 | 2010 | 2015 | 2020 |
| Einwohner | 1250 | 1272 | 1357 | 1452 | 1559 | 1691 | 1652 | 1678 | 1631 |

## Politik

### Bürgermeister
Erster Bürgermeister ist Hans Prechtl (CSU). Er wurde im Jahr 2002 Nachfolger von Franz Rauch (CSU).
Seine beiden Stellvertreter sind Thomas Rohrwild (CSU) und Franz Jauernig (Kommunale Wählergruppe).

### Steuereinnahmen
Die Gemeindesteuereinnahmen betrugen im Jahr 2019 rund 2,4 Millionen Euro, davon betrugen die Gewerbesteuereinnahmen ca. 1.300.000 Euro.

### Gemeinderat
Die Gemeinderatswahlen seit 2014 ergaben folgende Stimmenanteile und Sitzverteilungen:
| Partei/Liste                               | 2020  | 2014  | 2008 |
| Partei/Liste                               | Sitze | Sitze | %    |
| ------------------------------------------ | ----- | ----- | ---- |
| CSU                                        | 6     | 6     | 42,8 |
| Kommunale Wählergruppe Stulln (KWG Stulln) | 6     | –     | –    |
| SPD                                        | –     | 2     | 17,8 |
| FWG                                        | –     | 3     | 18,1 |
| Bürgerforum                                | –     | 1     | 21,3 |

### Wappen
|                         | Blasonierung: „Gespalten von Silber und Blau, vorne schräg gekreuzt ein schwarzer Schlägel und Eisen, hinten eine goldene Ähre mit zwei abhängenden Blättern.“ |
| Wappenführung seit 1964 | |

## Kultur und Sehenswürdigkeiten
Im Gemeindeteil Freiung befindet sich das Bergbaumuseum „Reichhart-Schacht“, bei dem es sich um ein ehemaliges Bergwerk handelt, in dem früher Flussspat abgebaut wurde und das seit Juli 2013 geschlossen ist.
Außerdem schlängelt sich jährlich einer der größten Faschingsumzüge der Oberpfalz durch Stulln. Zu ihm kommen bis 17.000 Menschen aus nah und fern.

### Baudenkmäler
Die Filialkirche St. Stephanus ist eine gotische Chorkirche, die im 16. und 17. Jahrhundert geringfügig verändert wurde. Bemerkenswert sind die Fragmente der Wandbemalung aus dem 15. Jahrhundert.

### Bodendenkmäler
- Burgstall Stulln

### TSV Stulln 1954
Der größte ortsansässige Verein ist der TSV Stulln 1954 e. V. Der Verein umfasst rund 810 Mitglieder (Stand: 2011) über alle Altersklassen und Abteilungen hinweg. Der Verein gliedert sich in sechs Abteilungen, von denen die Abteilung Fußball die personell stärkste darstellt. Weitere Abteilungen des TSV sind Turnen, Tennis, Volleyball, Dart und die jüngste und sehr erfolgreiche Abteilung Tischtennis. Sportlich werden aktuell rund 200 Kinder und Jugendliche durch die Übungsleiter der einzelnen Abteilungen betreut. Im Jahr 2014 beging der TSV sein 60-jähriges Vereinsjubiläum.

## Wirtschaft und Infrastruktur

### Wirtschaft einschließlich Land- und Forstwirtschaft
Es gab 1998 nach der amtlichen Statistik im produzierenden Gewerbe 233 und im Bereich Handel und Verkehr keine sozialversicherungspflichtig Beschäftigten am Arbeitsort. In sonstigen Wirtschaftsbereichen waren am Arbeitsort 21 Personen sozialversicherungspflichtig beschäftigt. Sozialversicherungspflichtig Beschäftigte am Wohnort gab es insgesamt 548. Im verarbeitenden Gewerbe gab es zehn Betriebe, im Bauhauptgewerbe zwei Betriebe. Zudem bestanden im Jahr 1999 31 landwirtschaftliche Betriebe mit einer landwirtschaftlich genutzten Fläche von 989 ha, davon waren 825 ha Ackerfläche.

### Verkehr

#### Straßenverkehr
- Autobahn A 93 (Regensburg – Weiden), Anschlussstelle Schwarzenfeld fünf Kilometer, Anschlussstelle Nabburg sechs Kilometer
- Autobahn A 6 (Nürnberg – Waidhaus), Anschlussstelle Schmidgaden acht Kilometer, Anschlussstelle Nabburg-West zehn Kilometer

#### Schienenverkehr
- Bahnhöfe in der Umgebung: Nabburg und Schwarzenfeld

### Bildung
Es gibt folgende Einrichtungen (Stand: 1999):
- Kindergärten: 75 Kindergartenplätze mit 100 Kindern
- Grundschule: 1. bis 4. Klasse mit durchschnittlich je 28 Kindern.